# 埃爾萊巴赫河 (韋爾瑟河支流)
51°47′53″N 7°44′42″E / 51.79797°N 7.74510°E
埃爾萊巴赫河（德語：Erlebach），是德國的河流，位於該國西部，流經北萊茵-威斯特法倫州，屬於韋爾瑟河的左支流，河道全長9公里，流域面積11.2平方公里。